# علی‌جان کرامت‌الله‌زاده
علی‌جان کرامت‌الله‌یویچ کرامت‌الله‌زاده (متولد ۵ مهٔ ۲۰۰۲) بازیکن فوتبال تاجیکستانی است که برای استقلال دوشنبه و تیم ملی فوتبال تاجیکستان بازی می‌کند.

## حرفه

### باشگاه
کرامت‌الله‌زاده در ۳۱ مارس ۲۰۲۲ به ایستیکلول تاجیکستان پیوست.

### بین‌المللی
علی‌جان اولین بازی خود را برای تیم بزرگسالان تاجیکستان در ۱۵ ژوئن ۲۰۲۱ برابر میانمار انجام داد که به جای منوچهر صفروف به عنوان بازیکن تعویضی به میدان رفت.

## آمار حرفه‌ای

### باشگاه
تا تاریخ ۱۲ مهٔ ۲۰۲۲
| باشگاه         | فصل      | لیگ                | لیگ  | لیگ | جام حذفی | جام حذفی | قاره | قاره | دیگر | دیگر | جمع  | جمع |
| باشگاه         | فصل      | بخش                | بازی | گل  | بازی     | گل       | بازی | گل   | بازی | گل   | بازی | گل  |
| -------------- | -------- | ------------------ | ---- | --- | -------- | -------- | ---- | ---- | ---- | ---- | ---- | --- |
| استقلال دوشنبه | ۲۰۲۲     | لیگ عالی تاجیکستان | ۱    | ۰   | ۰        | ۰        | ۲    | ۰    | ۱    | ۰    | ۴    | ۰   |
| آمار کلی       | آمار کلی | آمار کلی           | ۱    | ۰   | ۰        | ۰        | ۲    | ۰    | ۱    | ۰    | ۴    | ۰   |

1. ↑  Appearances in the AFC Champions League
2. ↑  Appearances in the Tajik Supercup

### بین‌المللی
| تیم ملی تاجیکستان | تیم ملی تاجیکستان | تیم ملی تاجیکستان |
| سال               | بازی              | گل                |
| ----------------- | ----------------- | ----------------- |
| ۲۰۲۱              | ۱                 | ۰                 |
| جمع               | ۱                 | ۰                 |

آمار دقیق از بازی‌های انجام شده تا ۱۵ ژوئن ۲۰۲۱

## افتخارات
استقلال دوشنبه
- سوپرجام تاجیکستان (۱): ۲۰۲۲[۴]